# Merrick (Nowy Jork)
Merrick – jednostka osadnicza w Stanach Zjednoczonych, w stanie Nowy Jork, w hrabstwie Nassau.